# Bantutrast
Bantutrast (Geokichla gurneyi) är en fågel i familjen trastar inom ordningen tättingar.

## Utseende och läte
Bantutrasten är en stor trast med brun rygg, orangefärgat bröst och tydliga vita vingband. Sången är melodisk och typisk för trastar, en pratig och gladlynt serie av visslingar. Lätet är en mycket tunn och stigande drill. Arten är mycket lik orangebröstad trast men har ett annorlunda huvudmönster, med olivgrön hjässa, ett svart band under ögat och en bruten vit ögonring.

## Utbredning och systematik
Bantutrasten delas in i fem underarter med följande utbredning:
- Geokichla gurneyi otomitra – Angola (Moco) till Demokratiska republiken Kongo, Tanzania och norra Malawi
- Geokichla gurneyi chuka – bergstrakter i Kenya och Kikuyu
- Geokichla gurneyi raineyi – bergsskogar i sydöstra Kenya (Taita och Chyulu Hills)
- Geokichla gurneyi disruptans – centrala Malawi till Moçambique, östra Zimbabwe, nordöstra Sydafrika (Limpopo) och norra Swaziland
- Geokichla gurneyi gurneyi – östra Sydafrika (KwaZulu-Natal och Östra kapprovinsen)

### Släktestillhörighet
Tidigare placerades arten i släktet Zoothera, men flera DNA-studier visar att den tillhör en grupp trastar som står närmare bland andra trastarna i Turdus. Dessa har därför lyfts ut till ett eget släkte, Geokichla.

## Levnadssätt
Bantutrasten förekommer i undervegetation i bergsskogar. Den är skygg och fåtalig.

## Status och hot
Arten har ett stort utbredningsområde, men tros minska i antal, dock inte tillräckligt kraftigt för att den ska betraktas som hotad. Internationella naturvårdsunionen IUCN listar arten som livskraftig (LC).

## Namn
Artens vetenskapliga namn hedrar John Henry Gurney (1819-1890), engelsk bankman, parlamentsledamot och ornitolog som var en av British Ornithological Unions ursprungliga medlemmar. Fram tills nyligen kallades den även gurneytrast på svenska, men justerades 2022 av BirdLife Sveriges taxonomikommitté.